# Ima Robot
Ima Robot es una banda de rock originaria de Los Ángeles que se fundó a principios del año 2000.

## Historia
El vocalista de la banda, Alex Ebert, originalmente quería ser rapero antes de volverse cantante. Los otros miembros originales de la banda fueron Timmy the Terror, Oligee', Justin Meldal-Johnsen y el prolífico baterista de estudio Joey Waronker. Meldal-Johnson y Waronker tocaban con Beck antes de unirse a Ima Robot.
El grupo enfrentó grandes dificultades y problemas económicos antes de firmar con Virgin Records. Su primer álbum de larga duración, el homónimo Ima Robot, incluía el exitoso sencillo Dynomite. Desde entonces han salido de gira con grupos como Hot Hot Heat y She Wants Revenge. Waronker, Meldal-Johnsen y Oligee dejaron al grupo poco tiempo después, siendo el exbaterista de Oleander Scott Devours quien tomó las labores de batería. 
Su canción A is For Action fue incluida en el videojuego SSX3. De igual manera, Greenback Boogie es la canción de apertura de la serie Suits.

## Miembros
- Alex Ebert - voz
- Timmy "the Terror" Anderson - guitarra, flauta
- Andy Marlow - guitarra, teclados
- Filip Nikolic "Turbotito" - bajo
- Scott Devours - batería

### Miembros anteriores
- Oligee
- Justin Meldal-Johnsen
- Joey Waronker

## Discografía

### Sencillos
- Black Jettas - 2003-06-19
- Dynomite (Maxi Single) - 2003-09
- Dirty Life - 2003

### EP
- Public Access EP - 2003-06-20
- Alive EP (sólo como promocional en la radio)
- Song #1 EP - 2004-03-22
- Search And Destroy - (vendido sólo en los shows, 2006)

### Álbumes
- Ima Robot - 2003-09-16
- Monument to the Masses - 2006-09-12